# Даудов, Василий Александрович
Василий Александрович Даудов (около 1620 - 1701) — русский дипломат, выходец из Персии, переводчик восточных языков, дипломатический агент в Османской империи в Константинополе, Хивинском и Бухарском ханстве. Воевода в уездных городках.

## Биография
Родился около 1620 года. Родом из Персии из Исфахана. Служил у персидского шаха по передней в стряпчих и звали его Алимарцан Бабабаев. У него было три брата, Большой Халап Бабаев и Малькума или Ильюмка Бабаев. Вместе с русским князем Лобановым-Ростовским, Иваном Ивановичем, в 1654 году прибыл в Москву. Выехал он из Персии по приглашению русских послов, служить русскому царю Алексею Михайловичу. По словам самого Бабаева, он решился ехать в Москву потому, что он полюбил христианскую веру и слыхал о милостях царя Алексея Михайловича к их братии иноземцам. После крещен в христианскую веру в Чудовом монастыре в Москве. Восприёмником по именному указу был думный дьяк Александр Степанович Дуров. При крещении Алимарцан получил имя Василий, а отчество по крестному отцу Александрович. После крещения определен в посольский приказ, где в качестве толмача состоял до 1667 года.

### Дипломатическая служба
В 1672 году Василий Александрович пожалован в московские дворяне (1672-1692). Неизвестен оклад Даудова до 1672 года, в котором, как значится в боярской книге 1668 года, Даудов написан по Московскому списку иноземцев с окладом в 600 четвертей и 39 рублей из четьи. Даудов владел языками: персидским, турецким, татарским и русским. Первая его служба, о которой упоминают документы, относится к 1667, 1669 и 1672 годам. За эти годы Даудов трижды был в Константинополе, откуда вывез около сорока пяти русских пленных, за что он и получил в 1673 году придачи 150 четвертей и 20 рублей денег. В 1675 году Даудову сделана вторая прибавка в 100 четвертей и 12 рублей, а в 1680 году за четвертую Царегородскую посылку 1679 года последовала третья прибавка в 100 четвертей и 10 рублей. В 1675 году Даудов был отправлен посланником в Бухару и Хиву, принимал участие в походах Троицком и Крымском. За Троицкую службу ему было прибавлено 50 четвертей и 5 рублей, а 17 июня 1685 года за Бухарскую и Хивинскую посылки придачи и за перехожия за сто четьи 15 рублей, да поденного корму придачи 6 рублей.
По боярской книге 1676 года за Даудовым значилось всего 1000 четвертей и деньгами 101 рубль, а для вечного мира 1686 года и за Крымский поход 1687 года, за перехожие за 350 четвертей ему назначено 52 рубля придачи. Из Бухары и Хивы Даудов вывез 63 человека русских пленных, из которых 8 умерли в дороге. В 1667 году Даудов вывез 14 человек, а в 1679 году 15 русских пленных. В том же 1679 году он был в Константинополе, откуда ему из-за войны с Россией запретили вывезти пленных.
В свою первую командировку к турецкому султану он был послан с Афанасием Нестеровым. Был в Константинополе, Адрианополе и других турецких городах, где он заботился о русских пленных, которых он вывел на Дон. Во второй раз Даудов ездил через Польшу к турецкому султану с грамотами, но с какой целью и каков результат этой командировки, не известно. Третий раз он был отправлен в Константинополь в 1672 году и отправил в Россию 16 пленных. Так как он должен был отправиться к турецкому султану через Азов, то ему было велено доставить грамоту донскому атаману казаков Корнею Яковлевичу. В этой грамоте казакам предписывалось после отъезда Даудова из Азова идти со всем войском и пушками к Калачинским башням и взять их штурмом.
Даудов передал грамоту Яковлеву и отправился в Азов. Но он не успел еще оттуда выехать, как казаки приступили к штурму Калачинских башен. Их поспешность едва не погубила Даудова. Азовский воевода Магмет-Бей обвинил Даудова в том, что он подстрекнул казаков к нападению. Его арестовали и приговорили к смертной казни. Но благодаря заступничеству азовского писаря Асман-Афенди исполнение приговора было отложено. После того как казаки разрушили одну из башен, жители Азова потребовали у воеводы, чтобы он  повесил Даудова на второй башне, которую осаждали казаки. Азовский воевода согласился исполнить требование жителей только по прошествии двух дней. Но ночью поднялся сильный ветер со стороны моря и вода затопила лагерь казаков. Они были вынуждены отступить. Даудова в сопровождении пристава отпустили в Константинополь. После прибытия Даудова в Константинополь турецкий султан отдал приказание визирю принять от Даудова грамоты, но на третий день приказал отрезать ему уши и нос. Но заступничество турецкого патриарха и визиря еще раз спасло Даудова и он был отпущен в Москву.
Вскоре после этого, в 1673 году, Даудов оставил службу в Посольском приказе и назначен воеводой в Керенск (1673-1674), в Яренский городок Вологодской губернии (1674). В 1675 году снова призван в Москву и 28 февраля послан с царскими грамотами к ханам Хивинскому и Бухарскому. 23 июля того же года Даудов был уже в Астрахани. Из Бухары и Хивы Даудов возвращался с пленными через Туркменские земли и степью шел он 6 недель. Он вывез 63 человека русских пленных, из которых 8 умерли в дороге. После прибытия в Гурьев вместе со своими двумя посланниками от Хивинского и Балхинского ханов, а также с иноземными купцами, везшими заморские товары, на него было совершено нападение разбойника Васьки Касимова, который их ограбил и хотел повесить на городской стене. Но выведенные Даудовым пленные со слезами уговорили разбойника о пощаде, и Даудов с двумя посланниками и купцами в октябре 1678 года был отпущен в Москву.
В декабре того же года, чтобы предупредить нашествие султана и хана на Украину, Даудов снова был послан к султану Магомету IV с царской грамотой, в которой предлагалось восстановить прежние дружественные отношения султана с Россией. Патриарх Иоаким в свою очередь отправил грамоту подобного же содержания к муфтию. Как видно из наказа, Даудов должен был отправиться на Севск, Батурин. В Батурине Даудову велено было передать грамоты гетману войска запорожского И. Самойловичу. Встретив некоторые затруднения и препятствие со стороны Каневского сотника Ю. Хмельницкого в Переяславле, Даудов изменил маршрут и, проехав польские города, благополучно прибыл в Константинополь, оттуда 29 июля 1680 года выехал в Каменец и Лихвин и в октябре был в Москве. В 1680 году воевода в Чаронде, а в 1688-1689 годах воевода в Скопине.
У Василия Александровича был сын Пётр Васильевич числившийся в 1692 году стряпчим.